# Poropuntius clavatus
Poropuntius clavatus е вид лъчеперка от семейство Шаранови (Cyprinidae). Видът е почти застрашен от изчезване.